# Orde van de Gelukbrengende Wolken

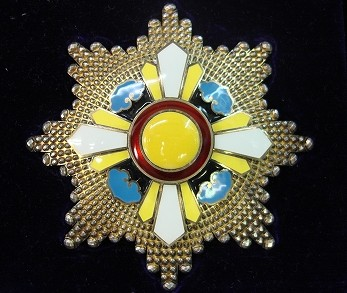
Ster van de orde

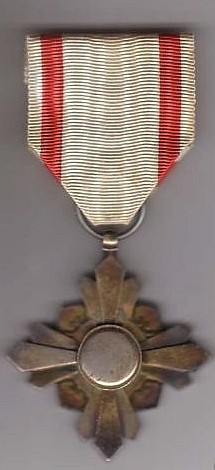
VIIIe Graad van de orde

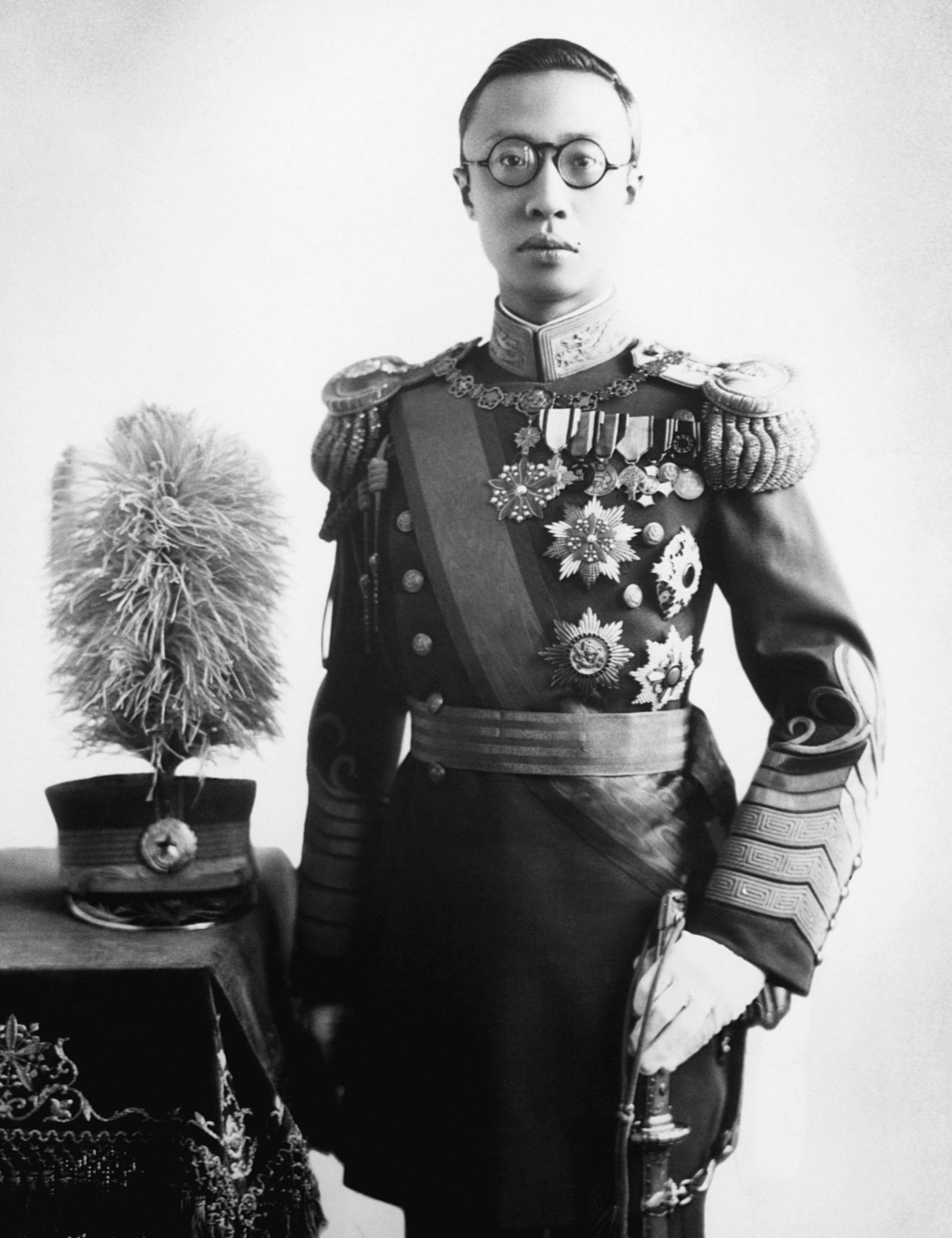
Pu-Yi met de ster van de Orde van de Gelukbrengende Wolken

Net als eerder in het Keizerrijk China beschikte Keizer Pu Yi van Mantsjoekwo ook in zijn nieuwe rijk over een Orde van de Gelukbrengende Wolken ("Keiunsho").
De orde kende meerdere graden. Het versiersel was een geel en wit geëmailleerd bloemenkruis met in het hart een groot geel medaillon. Tussen de armen van het kruis zijn blauwgeëmailleerde wolken aangebracht.
Het kruis van de VIIIe graad was van zilver en deze lage graad werd niet geëmailleerd. Men droeg de versierselen aan een wit lint met een rode streep langs de rand.